# 4.ª División Panzer
La 4ª División Panzer alemana fue una división Panzer del Heer o Ejército alemán de la Alemania nazi durante la Segunda Guerra Mundial. Formada en 1938, participó en las invasiones alemanas de Polonia, Francia y la URSS. Permaneció en el Frente Oriental, principalmente como parte del Grupo de Ejércitos Centro, hasta que fue atrapada en la costa de Curlandia en el verano de 1944. Fue evacuada por mar y regresó al frente principal en Prusia Occidental en enero de 1945, y ahí se rindió a los soviéticos al final de la guerra.

## Historia
La 4ª División Panzer fue formada como la 7ª Brigada Panzer en Wurzburgo principalmente por unidades militares de origen bávaro el 10 de noviembre de 1935, como la primera unidad de la segunda serie de unidades rápidas alemanas. El 10 de octubre de 1938 fue reforzada para convertirla en una división completa. Durante la Crisis de Múnich y la subsecuente división y anexión de Checoslovaquia estuvo salvaguardando la frontera con Polonia en caso de un ataque preventivo por los Aliados. En agosto de 1939 formó parte del XVI Cuerpo Panzer del X Ejército bajo el mando del General Walther von Reichenau.
Al comienzo de la Invasión de Polonia de 1939, la división fue una de las primeras en cruzar la frontera polaca en el área de operaciones del Grupo de Ejércitos Sur. Equipada con apenas 341 tanques, incluyendo 183 Panzer I, 130 Panzer II, 12 Panzer IV y 16 PzBef, la división tenía una escasez de unidades antitanque e infantería. Inmediatamente después de entrar en territorio polaco el 1 de septiembre, la división fue detenida por la brigada polaca Volinia bajo las órdenes del Coronel Julian Filipowicz y se enfrascó en un duro combate en la Batalla de Mokra. Los tanques alemanes tenían un blindaje inadecuado y los polacos infligieron muchas bajas a la unidad alemana y repelieron a casi todas sus unidades, perdiendo cerca de 160 vehículos blindados en la batalla (entre 70 y 100 de ellos fueron tanques), principalmente por los cañones antitanque Bofors 37 mm y los fusiles antitanque Kb Ur wz.35 de 7,92 mm.
Después del apoyo de la 1ª División Panzer, la cual irrumpió en las líneas polacas cerca de Kłobuck, los polacos se retiraron, y tres días después la 4ª División continuó en su avance hacia Varsovia. Alcanzó la capital de Polonia el 8 de septiembre e intentó tomarla por sorpresa. A las 17:00 las fuerzas de la 4ª División Panzer intentaron un asalto en el distrito occidental de Varsovia, conocido como Ochota. El asalto fue repelido y de nuevo las fuerzas alemanas sufrieron grandes bajas. Al día siguiente, la división fue reforzada con artillería y la unidad de infantería motorizada de la Leibstandarte Adolf Hitler, y comenzó otro asalto hacia los distritos de Ochota y Wola. Las piezas antitanque bien emplazadas y las barricadas levantadas en las calles principales lograron repeler también este asalto. En muchas ocasiones, la falta de armamento de los polacos fue suplida con ingenio. Una de las calles que llevaban hacia el centro de la ciudad fue cubierta con trementina de una fábrica cercana. Cuando los tanques alemanes se acercaron, encendieron el líquido y los tanques fueron destruidos sin disparar un solo tiro. Sufriendo muchas bajas, las fuerzas alemanas tuvieron que retroceder de nuevo. Sólo la 4ª División Panzer perdió aproximadamente 80 tanques de cerca de 220 aún operables. Después del fallido asalto, la 4ª División pasó a la retaguardia y tomó parte en la Batalla de Bzura, donde apoyó el contraataque alemán. Después se retiró a la región del Bajo Rin (entre Neuss y Düsseldorf) para recibir refuerzos.
Durante la Batalla de Francia de 1940, la división fue asignada al XVI Cuerpo Panzer de Erich Hoepner, que era parte del grupo Panzer de von Kleist en el VI Ejército bajo el mando de Walther von Reichenau. Después de un asalto relámpago a través de Lieja y Charleroi, llegó a Béthune, donde se enfrentó contra la Fuerza Expedicionaria Británica en lo que se llegaría a conocer como la Batalla de Dunkerque. Sin embargo, debido a las órdenes de Hitler no lograron conquistar Dunkerque. A comienzos de junio de 1940, la división de nuevo fue trasladada a la primera línea de combate y en varios días logró cruzar gran parte de Francia, y para cuando fue la firma del alto el fuego, había llegado hasta Grenoble, casi sin oposición. Después de cumplir varios meses de servicio en Francia, a finales de noviembre la 4ª División fue retirada hacia Wurzburgo, donde fue reorganizada y reforzada. El 36º Regimiento Panzer fue integrada en la recién formada 14.ª División Panzer, mientras que el 103.er Regimiento de Artillería fue reforzado con un tercer batallón.
Después de que la división fuera transferida a Prusia Oriental y más tarde al área de Brześć Litewski en la ocupada Polonia, fue asignada al XXIV Cuerpo Panzer bajo Geyr von Schweppenburg. El 22 de junio de 1941 tomó parte en las primeras fases de la Operación Barbarroja, el ataque alemán a la Unión Soviética. Durante el primer día de la operación, la división logró atacar una cuña dentro de las posiciones soviéticas y consiguió llegar a Kobryń ubicada a 65 km detrás de las líneas enemigas. Entonces la división fue la punta de lanza de una de las pinzas que rodearon y destruyeron una gran fuerza soviética en la Batalla de Minsk, donde el ejército alemán tomó aproximadamente 300.000 PDGs soviéticos. Después de la Batalla de Homel alcanzó Kiev, donde se enfrentó a otra bolsa de resistencia.
En septiembre la división fue trasladada cerca de Moscú y destinada al Grupo de Ejércitos Centro en preparación para tomar parte de la Batalla de Moscú. Después del comienzo del asalto el 30 de septiembre de 1941, la 4ª División Panzer llegó a Mtsensk y Tula como la pinza sur destinada a rodear la capital soviética. Sin embargo, los alemanes fueron casi paralizados cuando comenzaron a caer las lluvias otoñales, las cuales convirtieron la única ruta hacia Tula en una pista de barro. Los tanques alemanes atascados fueron un blanco fácil para los bombarderos rusos. Cuando empezaron las heladas a principios de noviembre, los alemanes pudieron volver a usar las carreteras, pero se enfrentaron al problema de no estar debidamente equipados para la guerra invernal, ya que Hitler había anticipado una rápida victoria en el verano. Faltaba ropa invernal y camuflajes blancos, y más y más tanques y otros vehículos quedaban inmovilizados mientras las temperaturas caían por debajo del punto de congelación.
El 5 de diciembre, la unidad fue retirada y se le ordenó defender una sección del frente, cerca de Moscú, contra la contraofensiva invernal soviética. En fuertes combates de retirada, la división perdió casi todos sus tanques y un mes después solamente tenía 25 tanques operables. Se retiró hacia la región de Orel, donde el deshielo detuvo la contraofensiva soviética y la unidad pudo ser reforzada parcialmente. Durante 1942 peleó en la Batalla de Orel (la cual duró casi todo ese año), en una serie de escaramuzas, asaltos y contraofensivas muy parecidas a las de la Primera Guerra Mundial. El primer batallón del 35º Regimiento fue desbandado y los tanques restantes fueron adheridos al único batallón de tanques que quedaba en batalla. Tomó parte en la fallida batalla de Kursk, después de la cual se replegó a una zona del río Desná. Después de una serie de empujes soviéticos tácticos, la línea del frente fue finalmente establecida cerca de Bobruysk, donde la división pasó el invierno de 1943-1944.
En la primavera de 1944 fue enviada al área de Kowel en la aún ocupada Polonia, donde estuvo apoyando al apaleado Grupo de Ejércitos Sur durante la esperada ofensiva primaveral soviética. Sin embargo, cuando comenzó la Operación Bagration, la cual en realidad estaba dirigida hacia el Grupo de Ejércitos Centro, la división fue forzada a retirarse, junto con todo el Ejército Alemán. Habiendo sido agrupada en el XXXIX cuerpo Panzer bajo el mando del General Karl Decker, la 4ª División se retiró a la región de Varsovia, donde los soviéticos detuvieron su ofensiva debido al estallido del levantamiento de Varsovia. En la batalla de Wołomin, la 4ª División incluso pudo infligir algunas bajas al III Cuerpo Acorazado soviético.
Después la división fue transportada al norte de Lituania, donde apoyó al abatido Grupo de Ejércitos Norte y fue adherida al III Ejército Panzer. No obstante, el avance soviético cortó al Grupo de Ejércitos en dos y la división fue casi completamente dispersada. Algunas de sus subunidades fueron aisladas del resto del territorio retenido por Alemania junto con los XVI y XVIII Ejércitos en Livonia, donde apoyaron la defensa hasta el final de la Segunda Guerra Mundial. Otras unidades fueron asignadas a otras unidades aún más pequeñas, a veces improvisadas, y fueron aniquiladas por la ofensiva soviética de abril-mayo de 1945.

## Crímenes de guerra
Partes de la división fueron responsables de cometer crímenes de guerra durante la invasión de Polonia en 1939. El primer incidente ocurrió el 1 de septiembre de 1939 cuando la división usó a civiles como escudos humanos durante la Batalla de Mokra.
El 3 de septiembre, cuando un aeroplano polaco fue derribado y su tripulación hecha prisionera, uno de los aviadores fue brutalmente interrogado, torturado (los soldados alemanes le cortaron la nariz, las orejas y la lengua) y a continuación ejecutado. El 6 de septiembre otro prisionero de guerra polaco fue fusilado en el pueblo de Czermno. En Mszczonów once PDGs polacos (8 de uniforme y 3 vestidos de civiles) fueron fusilados en público por militares de la división. Al ir avanzando hacia Varsovia, el 8 de septiembre se le ordenó en Nadarzyn a un alcalde polaco capturado que cavara su propia tumba antes de ser pasado por las armas. Al intentar huir fue recapturado y pisoteado hasta morir a manos de un grupo de soldados. Al día siguiente, dos prisioneros de guerra polacos más fueron ejecutados en el pueblo de Ludwikówka.
Otro incidente más ocurrió el 18 de septiembre en el pueblo de Śladów, donde fuerzas alemanas de la 4ª División Panzer abrieron fuego y ahogaron en el Vístula a 252 prisioneros de guerra y a 106 civiles, algunos de los cuales habían sido utilizados antes como escudos humanos.

## Comandantes
- Coronel General Georg-Hans Reinhardt (1 de septiembre de 1939 - 5 de febrero de 1940)
- Teniente General Ludwig Ritter von Radlmeier (5 de febrero de 1940 - 8 de junio de 1940)
- Teniente General Johann Joachim Stever (8 de junio de 1940 - 24 de julio de 1940)
- Teniente General Hans Freiherr von Boineburg-Lengsfeld (24 de julio de 1940 - 8 de septiembre de 1940)
- General der Panzertruppen Willibald Freiherr von Langermann und Erlencamp (8 de septiembre de 1940 - 27 de diciembre de 1941)
- General der Panzertruppen Dietrich von Saucken (27 de diciembre de 1941 - 2 de enero de 1942)
- General der Panzertruppen Willibald Freiherr von Langermann und Erlencamp (2 de enero de 1942 - 6 de enero de 1942)
- General der Panzertruppen Heinrich Eberbach (6 de enero de 1942 - 2 de marzo de 1942)
- Teniente General Otto Heidkämper (2 de marzo de 1942 - 4 de abril de 1942)
- General der Panzertruppen Heinrich Eberbach (4 de abril de 1942 - 14 de noviembre de 1942)
- Teniente General Erich Schneider (14 de noviembre de 1942 - 31 de mayo de 1943)
- General der Panzertruppen Dietrich von Saucken (31 de mayo de 1943 - ? enero de 1944)
- Teniente Genera Hans Junck (? enero de 1944 - ? febrero de 1944)
- General der Panzertruppen Dietrich von Saucken (? febrero de 1944 - 1 de mayo de 1944)
- Teniente Generalleutnant Clemens Betzel (1 de mayo de 1944 - 27 de marzo de 1945)
- Coronel Ernst-Wilhelm Hoffmann (27 de marzo de 1945 - 8 de mayo de 1945)

## Teatros de operaciones
- Septiembre de 1939
  - Campaña de Polonia
- Mayo de 1940
  - Campaña de Francia
- 1941 
  - Operación Barbarroja
  - Minsk, Briansk
- 1942-1943
  - Frente Oriental
  - Moscú, Batalla de Kursk, Gomel
- 1944
  - Bobruisk, Kovel, Curlandia
- 1945
  - Prusia Oriental

## Orden de batalla

### Fall Weiß, Polonia 1939
- Divisionstab
- 4.Schützen-Brigade
  - Schützen-Regiment 12
- 5.Panzer-Brigade
  - Panzer-Regiment 35
  - Panzer-Regiment 36
- Artillerie-Regiment 103
- Aufklärungs-Abteilung 7
- Panzerabwehr-Bataillon 49
- Pionier-Bataillon 79
- Nachrichten-Abteilung 79

### Operación Zitadelle,Orel1943
(en alemán, Unternehmen Zitadelle) 
- Divisionstab
- Panzergrenadier-Regiment 12
- Panzergrenadier-Regiment 33
- Panzer-Regiment 35
- 103.Artillerie-Regiment
- Panzerjäger-Abteilung 49
- Feldersatz-Bataillon 103
- Panzer-Pionier-Bataillon 79
- Panzer-Nachrichten-Abteilung 79
- Heeres-Flak-Abteilung 290
- 84.Versorgungstruppen

## Condecoraciones
Con su presencia ininterrumpida en el Frente Oriental desde 1941 hasta 1945, la 4ª División Panzer obtuvo las siguientes condecoraciones:
- 73 miembros nombrados Caballeros de la Cruz de Hierro.
- 10 miembros recibieron la Cruz de Caballero de la Cruz de Hierro con Hojas de Roble.
- 1 miembro recibió la Cruz de Caballero de la Cruz de Hierro con Hojas de Roble y Espadas (el comandante de la División, Tte. Gral. von Saucken, condecorado el 31 de enero de 1944, n° 46).

Este fue un récord para las Divisiones Panzer del Ejército Alemán, igualando a la División Waffen-SS con más condecoraciones, la "Das Reich" (73 Cruces de Hierro), y superando a la mejor división del Ejército Alemán, la "Grossdeutschland" (70 Cruces de Hierro, 10 con Hojas de Roble).

### Oficiales y soldados condecorados por su valor en combate

#### Cruz de Caballero de la Cruz de Hierro con Hojas de Roble y Espadas
- Teniente General Dietrich von Saucken - (31 de enero de 1944) (N.º 46).

#### Cruz de Caballero de la Cruz de Hierro con Hojas de Roble
- Mayor General Willibald Freiherr von Langermann und Erlencamp - (17 de febrero de 1942) (N.º 75)
- Teniente General Dietrich von Saucken - (22 de agosto de 1943) (N.º 281)
- Teniente General Clemens Betzel - (11 de marzo de 1945) (N.º 774)

#### Cruz de Caballero de la Cruz de Hierro
- Teniente General Georg-Hans Reinhardt - (27 de octubre de 1939)
- Mayor General Dietrich von Saucken - (6 de enero de 1942)
- Mayor general Erich Schneider - (5 de mayo de 1943)
- Mayor General Clemens Betzel - (5 de septiembre de 1944)

#### Cruz de Oro Alemana
- Teniente coronel Conrad Kühlein - (8 de junio de 1944) - Teniente coronel del Estado Mayor General
- Teniente coronel Hans Lutz - (4 de julio de 1943) - Teniente coronel del Estado Mayor General
- Teniente coronel Peter Sauerbruch - (30 de diciembre de 1944) - Teniente coronel del Estado Mayor General

#### Cruz de Plata Alemana
- Capitán de Reserva Jörg von Götz und Schwanenfließ - (25 de octubre de 1943) - Jefe del Estado Mayor

## Fuente
- Esta obra contiene una traducción  derivada de «4th Panzer Division (Germany)» de Wikipedia en inglés, publicada por sus editores bajo la Licencia de documentación libre de GNU y la Licencia Creative Commons Atribución-CompartirIgual 4.0 Internacional.